# Miner riberenc de Xile
El miner riberenc de Xile (Cinclodes nigrofumosus) és una espècie d'ocell de la família dels furnàrids (Furnariidae) que habita a les costes rocoses del nord i centre de Xile, incloent l'illa Mocha i petites illes properes al continent.